# هالی کالوین
هالی لوئیز کالوین (زاده ۷ سپتامبر ۱۹۸۹) یک بازیکن سابق کریکت انگلیسی است که به عنوان یک بولر آرتودوکس آهسته بازوی چپ و ضربه‌زن راست دست بازی می‌کرد. او در پنج مسابقه آزمایشی، ۷۲ مسابقه بین‌المللی یک روزه زنان و ۵۰ مسابقه بین‌المللی بیست ۲۰ برای انگلستان بین سال ۲۰۰۵ و بازنشستگی بین‌المللی خود در سال ۲۰۱۳ ظاهر شد.

## حرفه کریکت

### در سطح مدرسه
کالوین در چیچستر به دنیا آمد و در مدرسه وستبورن هاوس در همان نزدیکی تحصیل کرد. او که یک خفاش دست راست و توپ‌زن بازوی چپ آهسته بود، در ابتدا به‌عنوان ضربه‌زن بازی می‌کرد و در سال ۷ شروع به بازی در اولین مسابقات تیم‌های تازه‌کار کرد و خیلی زود به میانگین بیش از ۱۰۰ رسید. پس از وستبورن هاوس، کالوین با بازی در تیم پسران در کالج برایتون، جای پای کاپیتان زنان انگلیس، کلر کانر را دنبال کرد. کالوین و سارا تیلور از برایتونیایی که در سال ۲۰۰۴ در جام زیر ۱۵ سال لردز تاورنر شرکت کردند، تنها دختران در بین ۱۰۰۰ تیم شرکت کننده بودند. مشارکت کالوین و تیلور در این مسابقه باعث ایجاد جنجال در باشگاه کریکت مریلبون شد و رئیس، رابین مارلار، گنجاندن آنها را «کاملاً ظالمانه» خواند. او ادامه داد که «اگر جوان ۱۸ ساله ای باشد که بتواند با سرعت ۸۰ مایل در ساعت کاسه بازی کند و او به درستی تربیت شده باشد، نباید به هر قیمتی بخواهد به یک خانم صدمه بزند.» ریچارد کرنز، مدیر کالج برایتون، این اظهارات را رد کرد و آن را «نشان دهنده یک شکاف نسلی بزرگ» دانست. خود کالوین اظهار داشت که «ما فکر می‌کردیم خنده‌دار است… [آنها] با من رفتار متفاوتی ندارند. آنها به همان سرعت به سمت من توپ می‌زنند و به همان شدت به توپ ضربه می‌زنند». در تور کریکت به سری‌لانکا در دسامبر ۲۰۰۴، او یکی از آخرین افرادی بود که در استادیوم بین‌المللی گال قبل از سونامی روز باکسینگ در آن سال بازی کرد. در دسامبر ۲۰۰۶، کالوین به‌عنوان دانش‌آموز زن سال توسط کمپین دیلی تلگراف با عنوان «مسائل ورزش مدرسه» انتخاب شد و این جایزه را در زمین کریکت لورد از کلی هولمس، دارنده مدال طلای المپیک دریافت کرد.

### در سطح شهرستان
کالوین از می ۲۰۰۵ تا سپتامبر ۲۰۱۵ برای ساسکس بازی کرد. او بخشی از تیم‌های ساسکس بود که در سال ۲۰۰۵ و بار دیگر در سال ۲۰۰۸ قهرمان مسابقات شهرستانی زنان شد. لیگ کریکت وست ساسکس جایزه ای را به نام او نامگذاری کرده است که هر ساله به بهترین بازیکن کریکت زن جوان در این شهرستان اهدا می‌شود.

### در سطح بین‌الملل
اولین درگیری کالوین با کریکت بین‌المللی در اوت ۲۰۰۵ اتفاق افتاد، زمانی که تیم انگلستان برای رویارویی با تیم بین‌المللی زنان استرالیا در زمین کریکت شهرستان هوو آماده می‌شد. از او دعوت شد تا در برابر تیم انگلیسی در تورها توپ بزند تا آنها را در برابر یک چرخنده بازوی چپ تمرین دهد، که تیم استرالیا در قالب شلی نیچکه به میدان می‌رفت. پس از جلسه تمرین، از کالوین خواسته شد تا برای بازی چهار روزه توسط ریچارد بیتس، مربی تیم در دسترس باشد. کاپیتان تیم کلر کانر اعتراف کرد که گنجاندن او «قوز خالص» بود، و معتقد بود که ویکت خشک و غبارآلود برای اسپین بولینگ مطلوب است. بیتس به تایمز توضیح داد که «زمین کمی فرسوده شده بود، و ما احساس کردیم که هالی می‌تواند به ما در بهره برداری از آن کمک کند». کالوین اولین بازی خود در انگلستان را در ۹ اوت ۲۰۰۵ انجام داد و در ۱۵ سال و ۳۳۶ روز جوانترین بازیکن کریکت (از هر جنس) شد که برای انگلستان تست کریکت بازی کرد. او در بازی افتتاحیه خود سه ویکت گرفت، کیت بلکول و جولیا پرایس را در دو توپ متوالی اخراج کرد و تقریباً جولی هیز را برای هت‌تریک گرفت. کالوین با یادآوری تجربه فوریه ۲۰۰۸، گفت: «فکر می‌کنم خوش شانس بودم… نمی‌دانستم مقابل چه کسی بازی می‌کنم - همه این نام‌های بزرگی که مقابل من قرار می‌گیرند و من تقریباً هیچ ایده‌ای نداشتم». او نزدیک به هت تریک خود را به عنوان «لحظه ای بسیار خاص» توصیف کرد.
اگرچه بیتس گفت که «او ممکن است مجبور شود چند سال صبر کند تا فرصت دیگری [برای بازی در انگلیس] به دست آورد»، کالوین عضو ثابت تیم‌های بین‌المللی انگلیس شد. تا آگوست ۲۰۰۷، او دو تست کریکت و یازده مسابقه بین‌المللی یک روزه داشت. در سری چهارگوش زنان در هند در سال ۲۰۰۶، کالوین سه ویکت برای ۴۷ در برابر نیوزیلند، و سپس ۳ ویکت بر ۵۰ در پلی آف سوم تا چهارم به دست آورد تا تیم انگلیس مقام سوم را تضمین کند.
در ۱۰ آگوست ۲۰۰۷، کالوین در افتتاحیه مسابقه بین‌المللی بیست ۲۰ خود، مقابل آفریقای جنوبی در تاونتون، یک ویکت و دو ضربه گرفت. علیرغم اینکه کوچک‌ترین عضو تیم بود – عکسی که بی‌بی‌سی اسپورت منتشر کرد نشان می‌دهد که او به راحتی در یک کیسه کریکت جا می‌شود – او در سه مسابقه بعدی سری T20I مقابل نیوزلند ارزش خود را ثابت کرد و در هر دو بازی ویکت گرفت. بازی کرد.
در فوریه ۲۰۰۸، کالوین سومین مسابقه تست بین‌المللی خود را در تور استرالیا انجام داد، به عنوان بخشی از تیم زنان انگلستان که در سال ۲۰۰۵ برنده شد. کالوین اعتراف کرد که قبل از سری بازی‌های یک مسابقه «کمی تحت فشار» احساس می‌کرد. انگلستان ۴۲ سال قبل از پیروزی در سال ۲۰۰۵، خاکستر زنان را نبرده بود. او ادعا کرد که تیم «قطعا به دنبال پیروزی است… ما چیزهای بیشتری برای از دست دادن داریم». تیم انگلیس با شش ویکت پیروز شد و جام خاکستر را با موفقیت حفظ کرد. کالوین یک بهترین شخصی جدید را برای مسابقات آزمایشی تعیین کرد و در طول انینگ دوم، سه را برای ۴۲ به دست آورد. بهترین آنالیز بولینگ او در کریکت مسابقات بین‌المللی یک روزه زنان در ۱ سپتامبر ۲۰۰۸ زمانی که او ۴ بر ۲۰ را در مقابل هند در دومین مسابقه این سری در تاونتون گرفت، پیشی گرفت.
او بخشی جدایی ناپذیر از حمله انگلیس در جام جهانی کریکت زنان در سال ۲۰۰۹ بود. او در این بازی ۹ ویکت در ۱۸ در رقابت گرفت و در یک پایان پرتنش در فینال مقابل نیوزلند ضربه‌های خوبی زد. او بهترین ویکت‌گیر در مسابقات جهانی بیست ۲۰ زنان در انگلستان در سال ۲۰۰۹ بود.

## زندگی شخصی
کالوین ۱۰ نمره A را در آزمون‌های جی‌سی‌اس‌ای، سه نمره در آزمون‌های سطح AS و ۴ نمره در سطح A کسب کرد. در سال ۲۰۰۹، او شروع به تحصیل در رشته علوم طبیعی دانشگاه دورهام کرد، که یکی از شش مرکز عالی کریکت دانشگاه انگلستان به آن پیوست شده است.
کالوین پس از بازنشستگی از کریکت در سن ۳۲ سالگی، به عنوان مدیر مسابقات ورزشی کریکت در بازی‌های کشورهای مشترک‌المنافع ۲۰۲۲ در بیرمنگام مشغول به کار شد.